# زغال‌اخته ابریشمی
زغال‌اخته ابریشمی (نام علمی: Cornus sericea) نام یک گونه از سرده زغال‌اخته است.

## نگارخانه

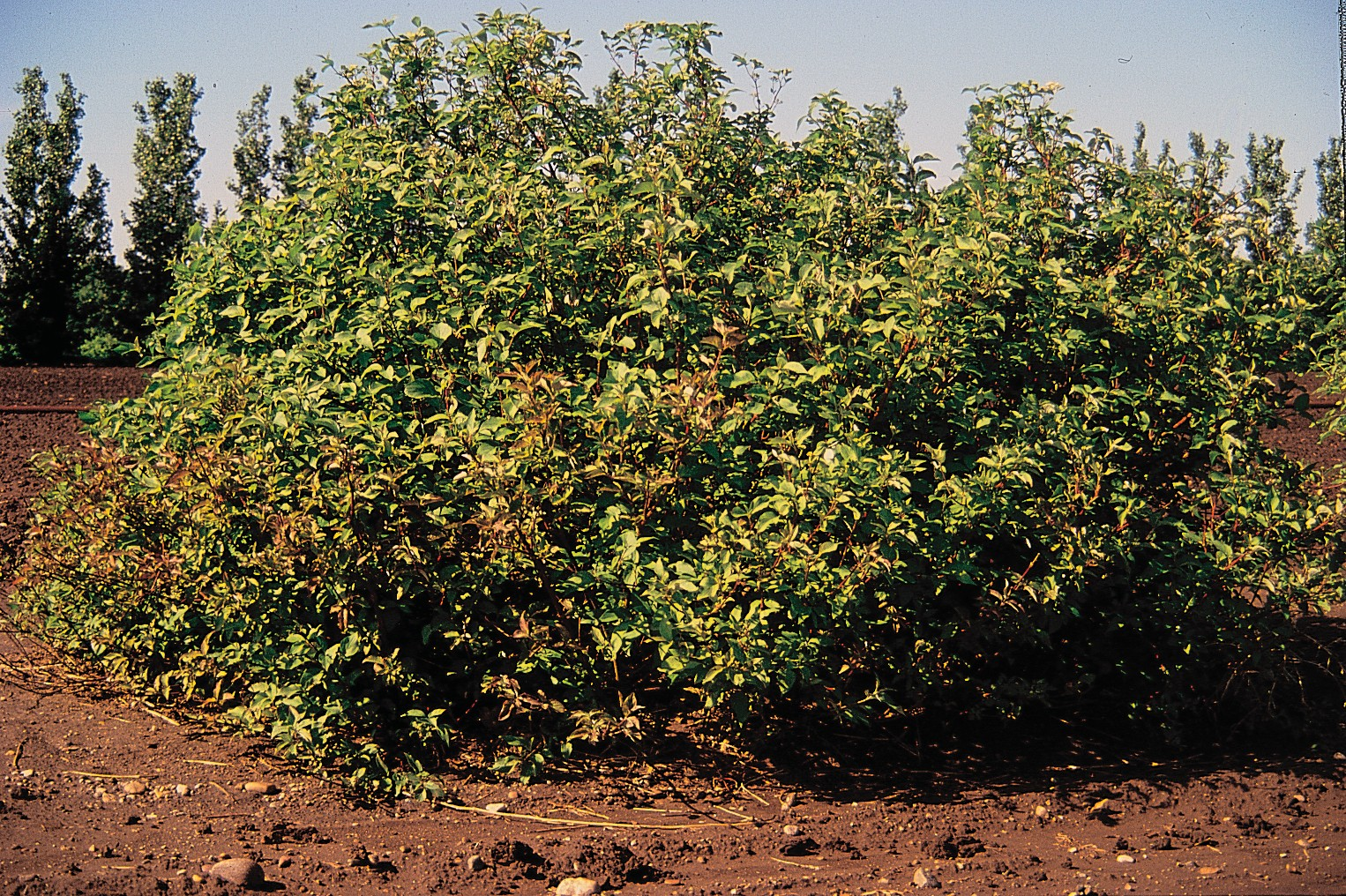
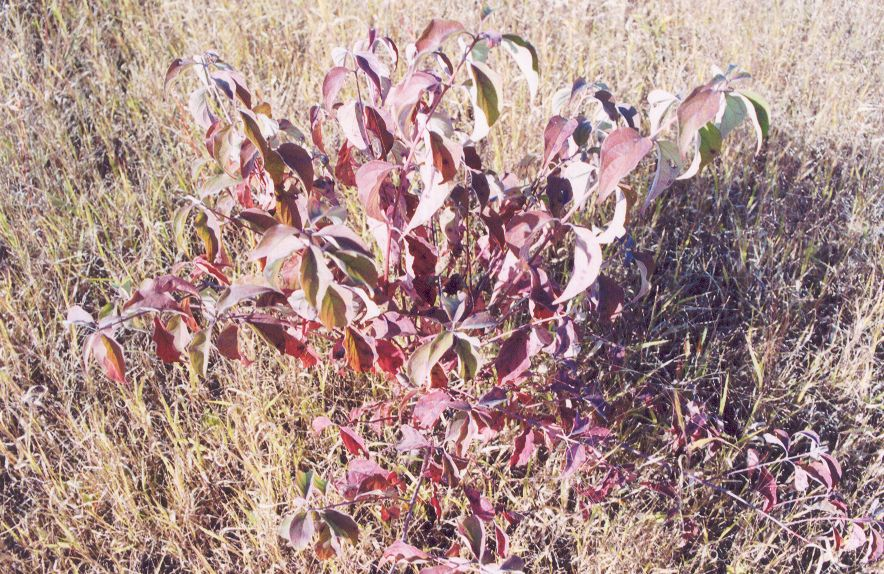
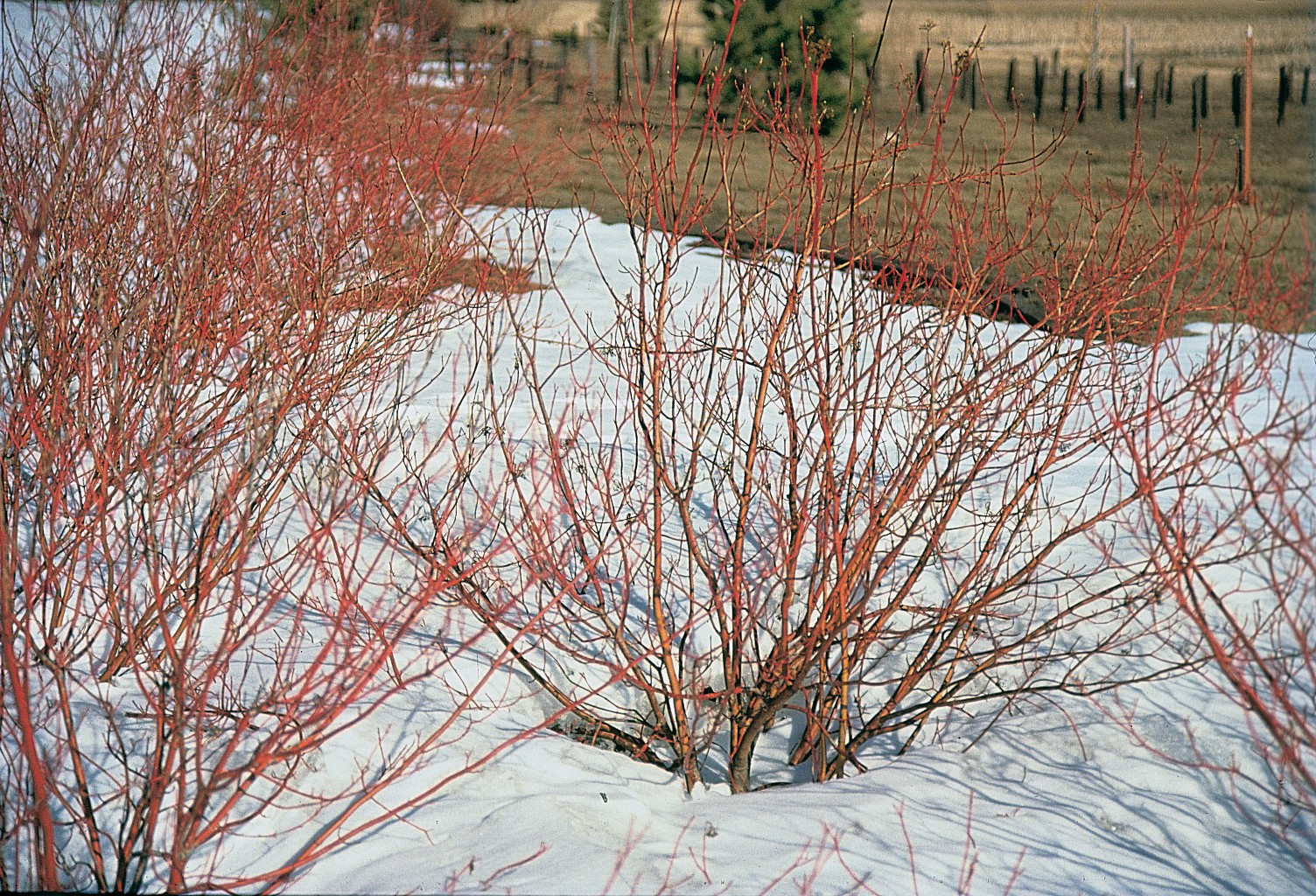
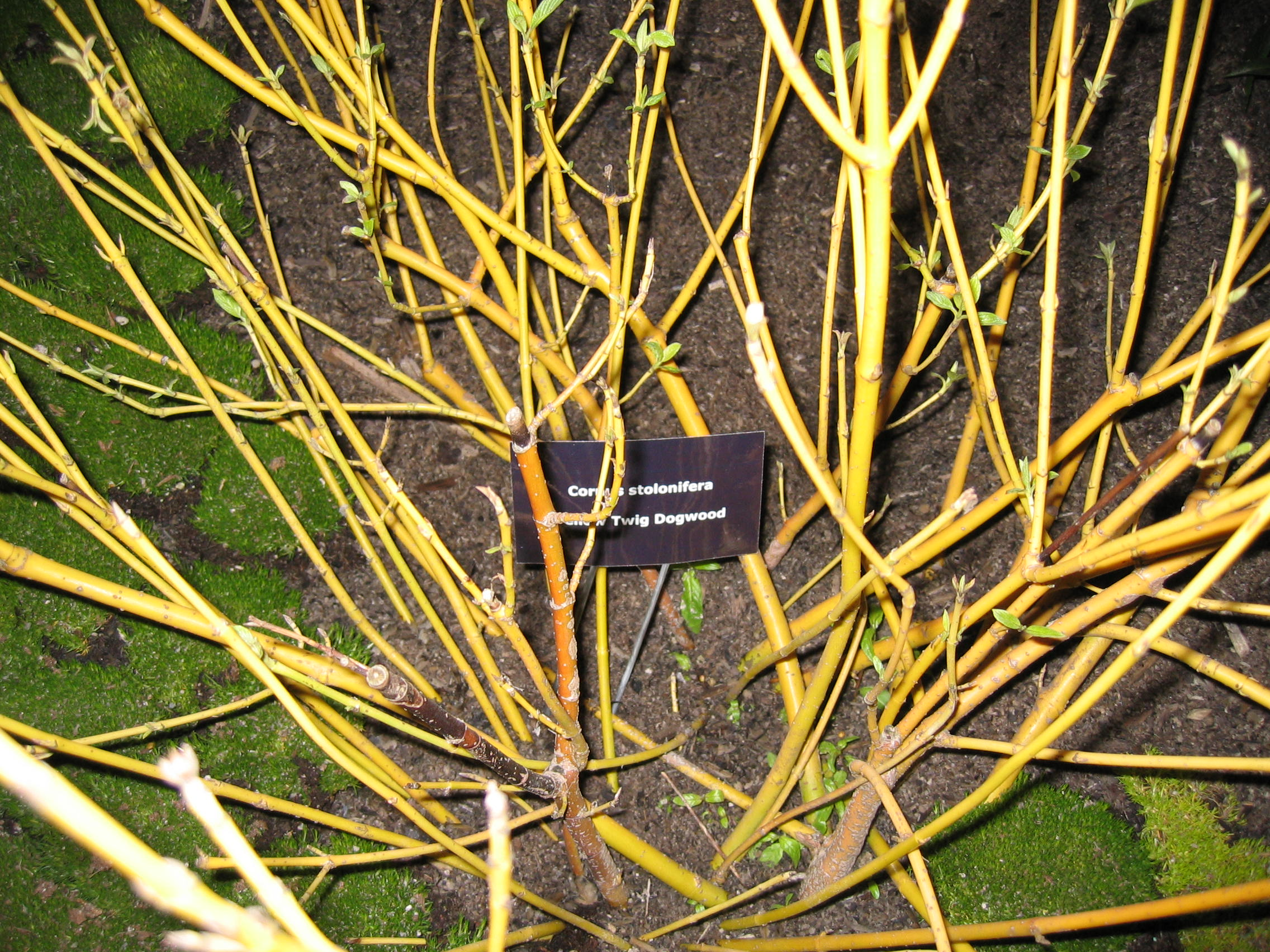
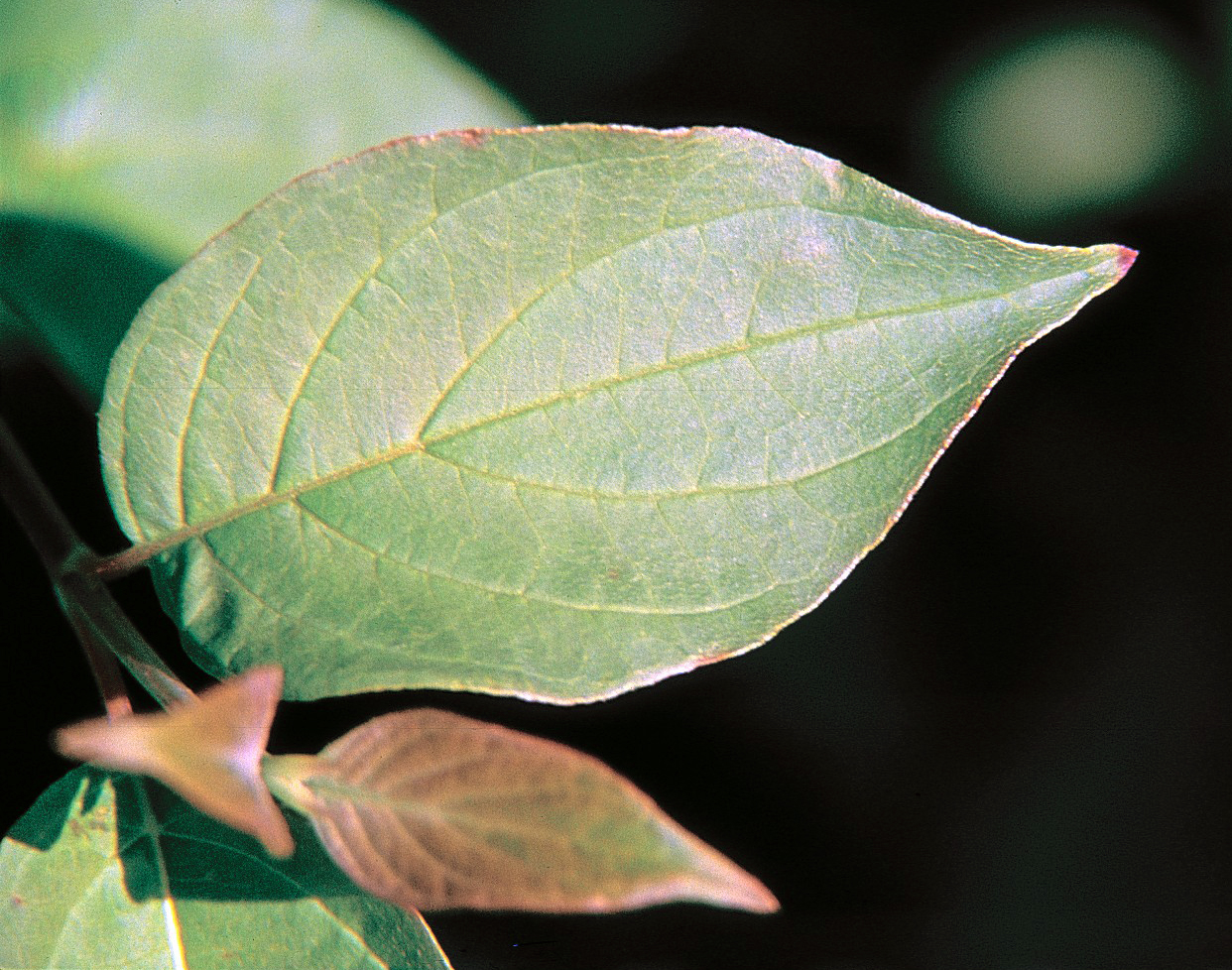
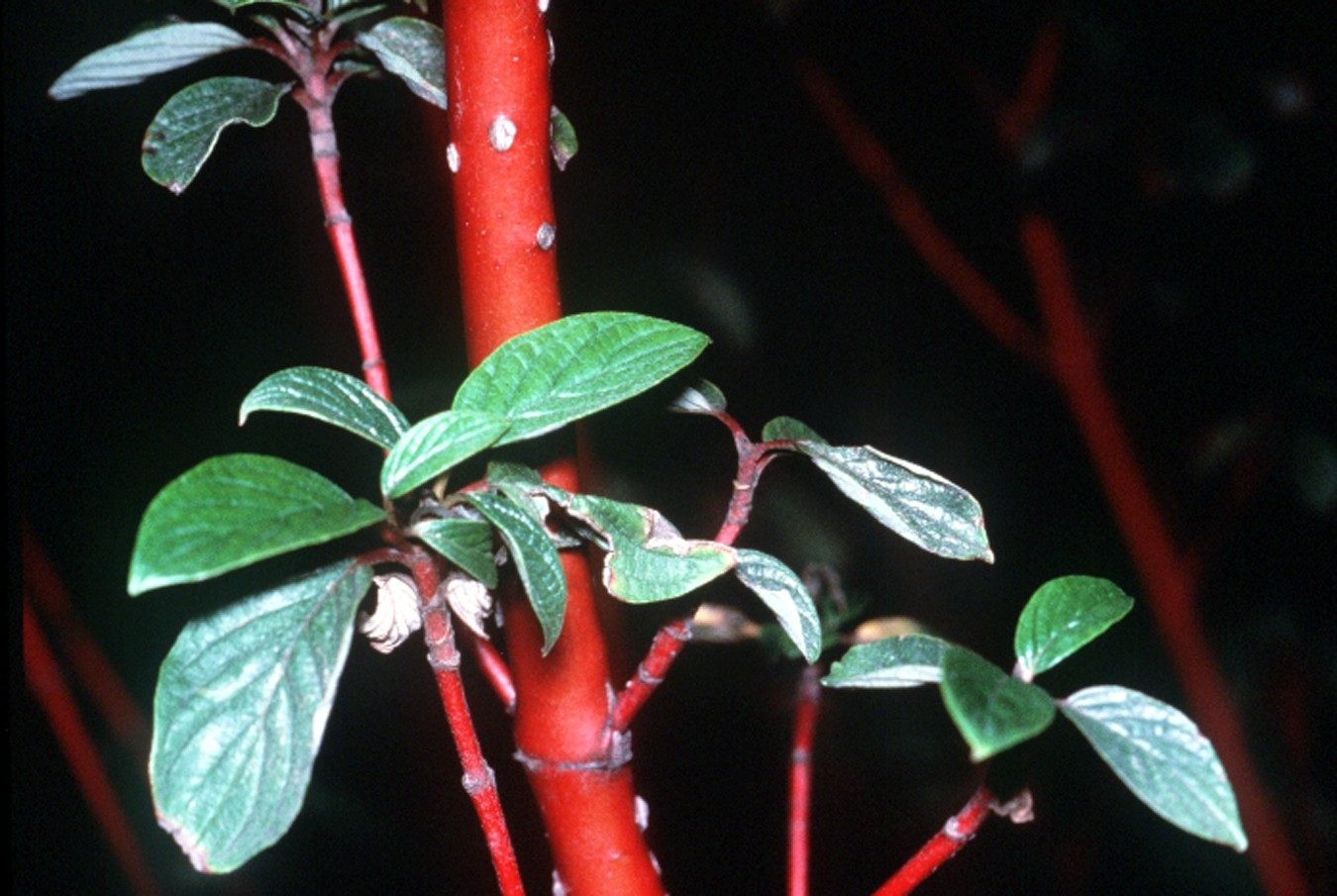
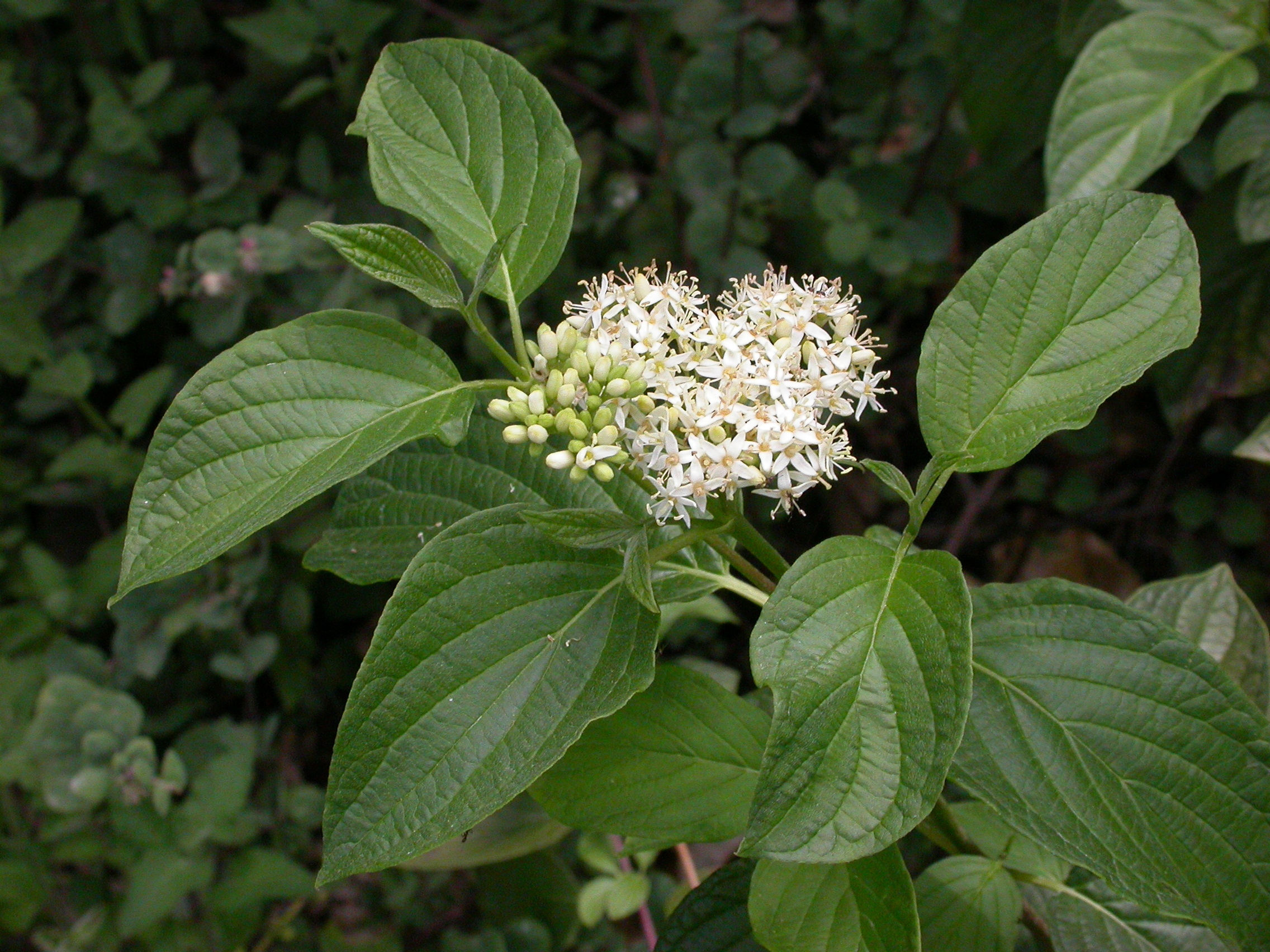
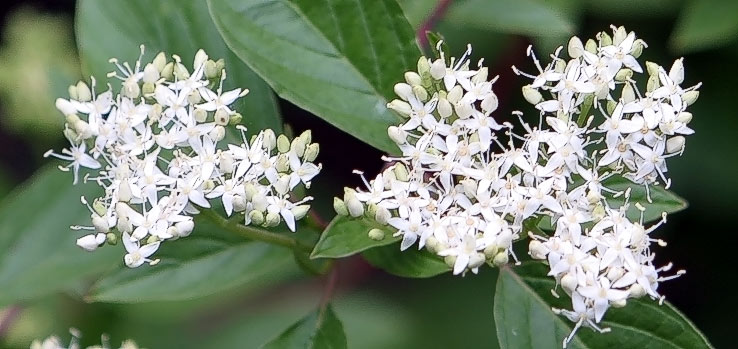
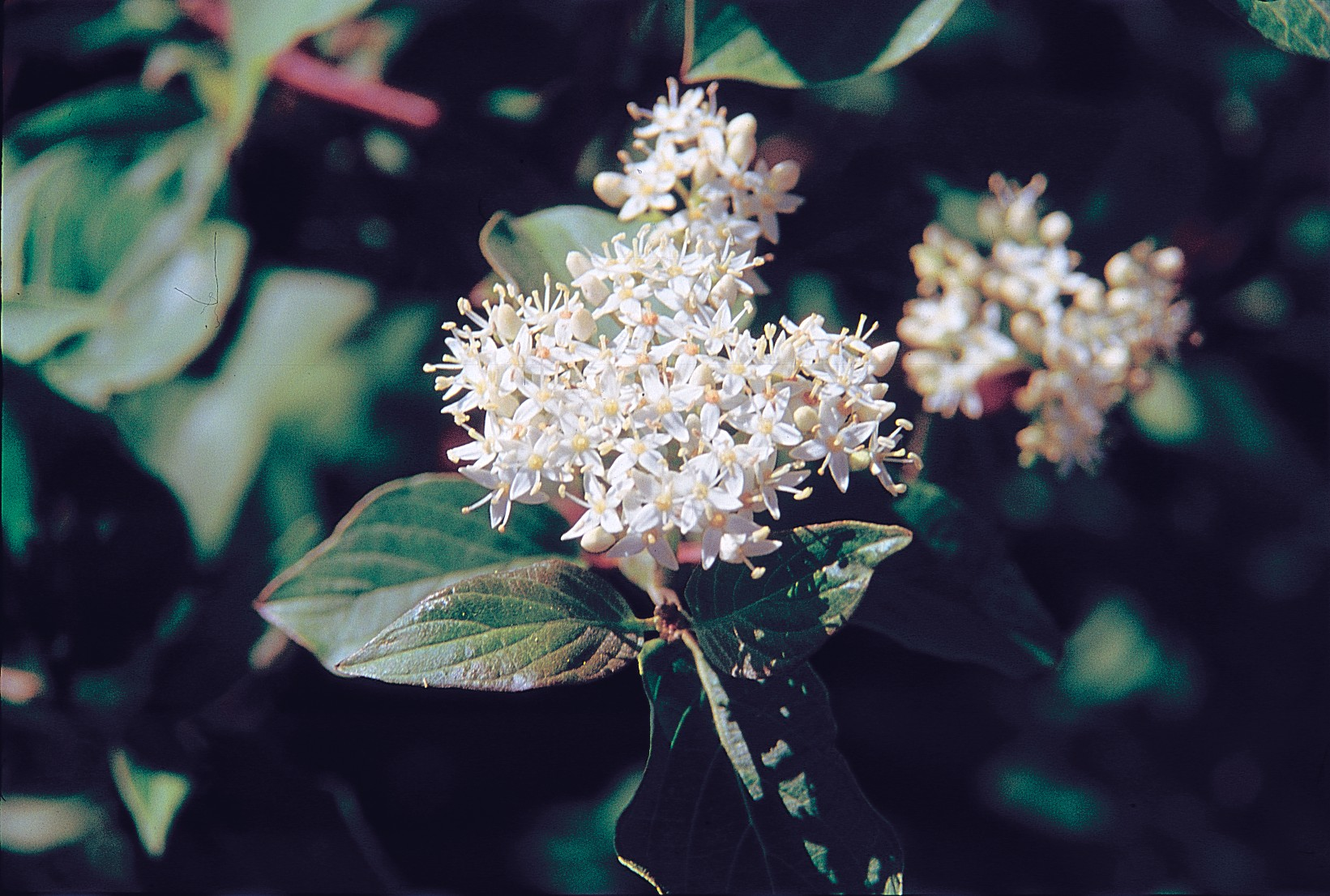
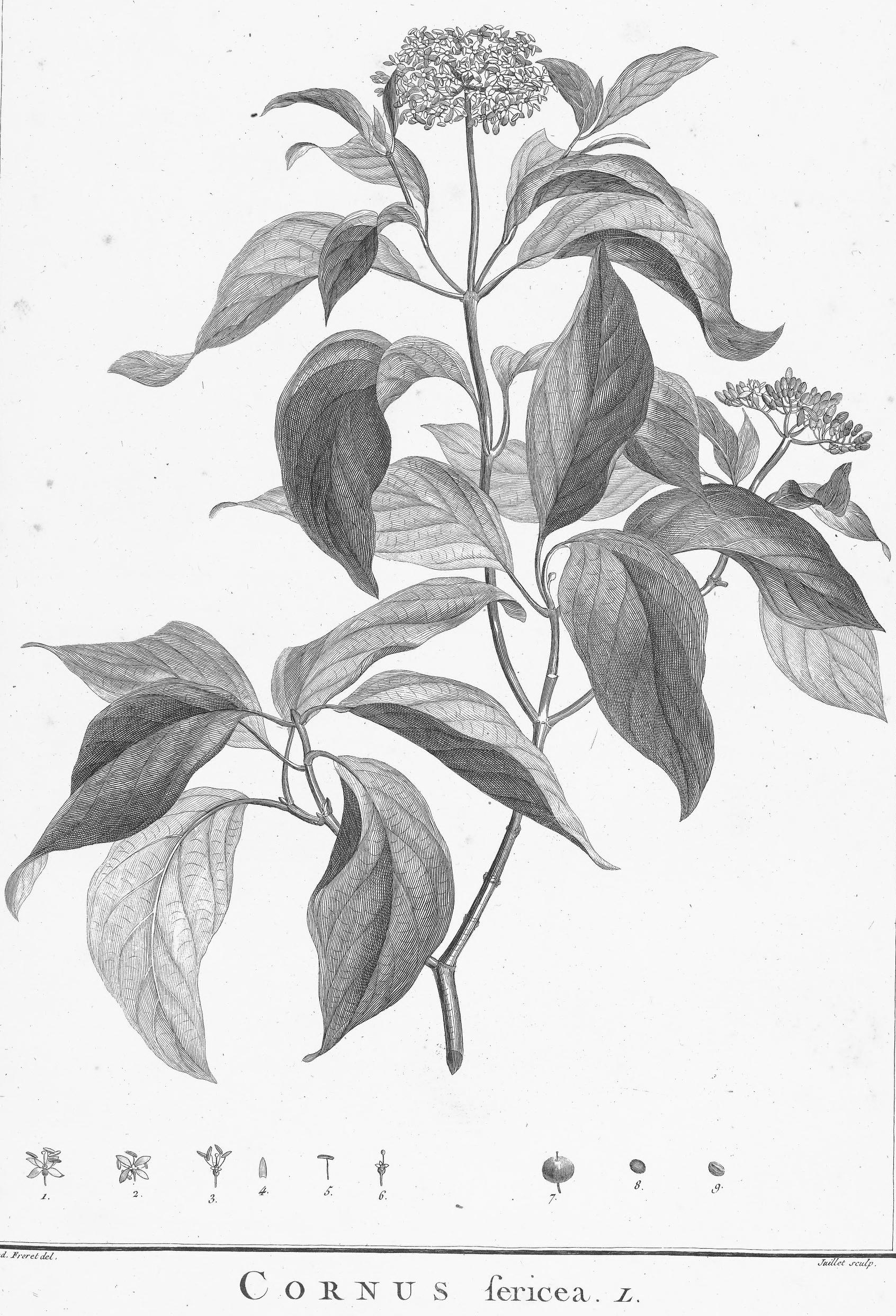
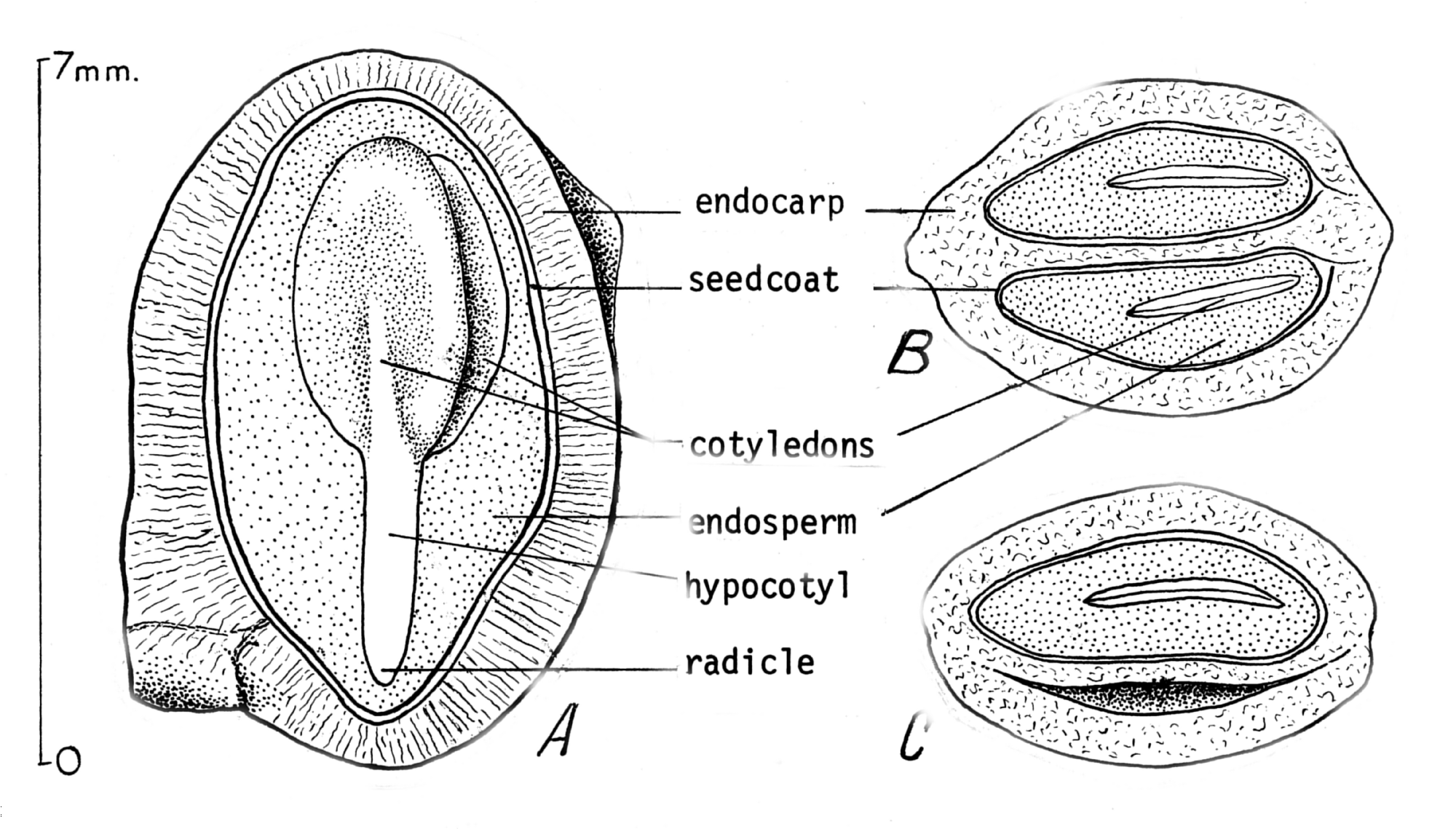